# Abrodictyum cumingii
Abrodictyum cumingii är en hinnbräkenväxtart som beskrevs av Karel Presl. Abrodictyum cumingii ingår i släktet Abrodictyum och familjen Hymenophyllaceae. Inga underarter finns listade.